# 덕산네오룩스
덕산네오룩스(Duk San Neolux Co. Ltd.)은 OLED의 Black PDL를 생산하는 대한민국의 기업이다. 폴더블이나 스마트폰의 부품을 생산하며 아이패드에 OLED가 탑재될 경우 수혜를 입을 것으로 예상하고 있다.

## 역사
2014년 12월 31일에 설립되어 덕산하이메탈(주)로부터 인적분할 방식으로 설립되었다.

## 참고문헌
1. ↑  한화투자증권 기업분석 덕산네오룩스
2. ↑  
덕산네오룩스 삼성증권 기업분석
3. ↑  KB증권 기업분석 보고서